# Foluke Akinradewo
Foluke Antinuke Akinradewo (* 5. Oktober 1987 in London, Ontario, Kanada) ist eine US-amerikanische Volleyballspielerin. Sie ist Olympiasiegerin, Weltmeisterin, vierfache World Grand Prix und zweifache Nations League Gewinnerin.

## Karriere
Akinradewo besuchte von 2001 bis 2005 die St. Thomas Aquinas High School in Fort Lauderdale und begann dort mit dem Volleyball. 2004 gewann sie mit den US-Junioren die kontinentale NORCECA-Meisterschaft und ein Jahr später nahm sie an der Nachwuchs-Weltmeisterschaft teil. Anschließend debütierte die Mittelblockerin, die neben der US-amerikanischen auch die kanadische und nigerianische Staatsbürgerschaft besitzt, in der A-Nationalmannschaft. 2005 begann sie außerdem ihr Studium an der Stanford University. Im Universitätsteam erhielt Akinradewo in den folgenden Jahren diverse Auszeichnungen. Bei den Panamerikanischen Spielen gewann sie 2007 mit den USA Bronze. Im folgenden Jahr beendete sie ihr Studium. 2010 gewannen die US-Amerikanerinnen mit Akinradewo den Grand Prix und wurden Vierter bei der Weltmeisterschaft. Im Oktober desselben Jahres ging die Mittelblockerin nach Japan zu TAB Queenseis. 2011 verteidigten die USA den Titel beim Grand Prix erfolgreich und belegten außerdem den zweiten Platz im World Cup. Akinradewo spielte in der Saison 2011/12 beim russischen Erstligisten VK Dynamo Krasnodar. 2012 gewann sie mit den USA zum dritten Mal ohne Unterbrechung den World Grand Prix sowie bei den Olympischen Spielen in London die Silbermedaille.
Nach dem Turnier wechselte sie zu Rabita Baku. Mit dem asiatischen Verein wurde sie in den drei Spielzeiten ihres Engagements aserbaidschanischer Meister. In dieser Zeit gelang ihr auch 2014 der Gewinn der Weltmeisterschaft und zum vierten Mal 2015 der Sieg beim Grand Prix. In den folgenden beiden Saisons gewann sie mit VBC Voléro Zürich das Schweizer Double aus Meisterschaft und Pokal und ein Jahr später sogar das Triple mit dem zusätzlichen Erfolg im Supercup. Zwischenzeitlich sicherte sie sich die Bronzemedaille bei der Olympiade in Rio de Janeiro. Nachdem sie mit dem US-Team den Titel bei der Premiere der Volleyball Nations League 2018 erkämpft hatte, zog es die US-Amerikanerin zurück nach Japan. Sie gewann mit Hisamitsu Springs die nächsten beiden japanischen Meisterschaften und errang damit sieben Landesmeistertitel in Serie. Danach gönnte sie sich eine kurze Pause vom Hochleistungssport. 2020 erneuerte Akinradewo ihren Vertrag bei Hisamitsu Springs. Ein Jahr später komplettierte sie ihren Medaillensatz bei Olympischen Spielen mit dem Sieg in Tokio und wurde zum zweiten Mal Nations League Gewinnerin. In der Spielzeit 2021/22 wurde die Mittelblockerin mit ihrem Team wiederum Erste in der japanischen Liga. Wie schon 2019 gelang dem Verein zusätzlich der Pokalsieg.

## Auszeichnungen
2007 – beste Mittelblockerin NCAA

2008 – beste Mittelblockerin NCAA

2010 – wertvollste Spielerin und beste Blockerin World Grand Prix

2012 – beste Angreiferin russische Liga

2013 – beste Angreiferin aserbaidschanische Liga

2016 – beste Mittelblockerin Olympische Spiele

2017 – wertvollste Spielerin Schweizer Liga

2017 – beste Mittelblockerin Klub-Weltmeisterschaft

2018 – beste Angreiferin und beste Mittelblockerin japanische Liga

2019 – wertvollste Spielerin, beste Angreiferin, beste Blockerin und beste Mittelblockerin japanische Liga

2021 – beste Mittelblockerin japanische Liga

2022 – beste Angreiferin und beste Mittelblockerin japanische Liga

## Privates
Foluke Akinradewo ist seit 2018 mit Jonathan Gunderson verheiratet. Die beiden haben seit 2019 einen Sohn.